# Тин, Кристофер
Кристофер Чиян Тин (англ. Christopher Chiyan Tin; род. 1976[…], Редвуд-Сити, Калифорния) — американский композитор, создающий музыку для концертов, фильмов и видеоигр. Его работы в основном оркестровые и хоровые. Кристофер Тин получил две премии Грэмми за свой классический кроссоверный альбом Calling All Dawns.
Тин наиболее известен своим хоровым произведением «Baba Yetu» из видеоигры Civilization IV, которая стала первым музыкальным произведением для видеоигр, получившим премию Грэмми в 2011 году. После этого Академия звукозаписи расширила категории визуальных носителей, чтобы они включали и саундтреки к видеоиграм..
Кристофер Тин является почётным художественным руководителем Общества камерной музыки Организации Объединённых Наций, почётным президентом Международного хорового фестиваля в Уэльсе и покровителем El Sistema France.

## Ранняя жизнь и образование
Кристофер Тин родился в семье гонконгских иммигрантов, вырос в Пало-Альто, штат Калифорния. Учился в Стэнфордском университете, где изучал музыкальную композицию, английскую литературу и историю искусств. Затем учился по обмену в Оксфорде. Параллельно с основными занятиями Тин участвовал в различных студенческих музыкальных группах, исполняя джаз, мировую музыку, играл в музыкальном театре. Завершив бакалавриат с отличием в 1998 году, Тин продолжил обучение в Стэнфорде, получив степень магистра по междисциплинарным исследованиям в области гуманитарных наук с акцентом на изучение кино.
В 1999 году он был принят в Королевский музыкальный колледж в Лондоне для участия в программе MMus in Composition for Screen, там он получил стипендию Фулбрайта. Под руководством Йозефа Горовица, Джозефа, Джулиана Андерсона и Нила Томсона, Тин учился композиции, оркестровке и дирижированию. Завершив обучение с отличием, он был награждён композиционным призом Йозефа Горовица.

## Карьера

### Ранняя карьера (2000—2005)
Будучи студентом Королевского музыкального колледжа, создал струнный квартет «Lacrymosa», который был исполнен для посольства США в Лондоне. Одновременно с учёбой Тин нашёл свою первую постоянную работу в качестве штатного организатора в «Silva Screen Records». Его обязанности включали транскрибирование партитур фильмов известных композиторов, (Джона Уильямса, Джеймса Хорнера, Джона Барри и других) на слух. Эти транскрипции были необходимы для последующей перезаписи музыки живым оркестром и выпуска альбомов.
В 2000 году он переехал в Лос-Анджелес, центр американской киноиндустрии. Продолжая работать на Silva Screen Records, он использовал заработанные деньги для финансирования своих поисков более постоянной работы в качестве композитора. Его первая стажировка была у композитора Ханса Циммера. Впоследствии он сотрудничал с такими композиторами, как Джоэл Макнили и Джон Оттман, создавая музыкальные макеты для их фильмов и записывая отдельные музыкальные фрагменты для крупных кинопроектов, таких как «Люди Икс 2». Он также работал на звукозаписывающего продюсера Майкла Брука, который взял его на гастроли в Индию в качестве клавишника.
В 2003 году он участвовал в лаборатории музыкальной композиции Института Sundance, где познакомился с джазовым пианистом Билли Чайлдсом. По рекомендации Чайлдса, Тин получил свой первый крупный заказ на создание музыки к документальному фильму для «The New York Times». Это стало началом сотрудничества с нью-йоркскими режиссёрами документального кино. Среди его клиентов была номинированная на премию «Оскар» режиссёр Дебора Диксон. Кроме того, Тин активно работал в рекламной индустрии, в частности, с таким брендом, как Puma.

### Baba Yetu(2005)
В 2005 году, когда дизайнер видеоигр Сорен Джонсон, бывший сосед Тина по комнате в Стэнфорде, попросил его написать песню для игры Civilization IV, Тин представил бывшему соседу «Baba Yetu», хоровую версию «Отче наш» на суахили, которую ранее исполнял со своим университетским хором Stanford Talisman. Песня «Baba Yetu» вызвала резонанс в игровой индустрии и далеко за её пределами. Её высоко оценили более 20 обозревателей таких известных игровых изданий, как IGN и GameSpy. Первое живое исполнение «Baba Yetu» состоялось в 21 сентября 2006 года на концерте Video Games Live в Hollywood Bowl.
Популярность композиции вышла далеко за рамки видеоигр. «Baba Yetu» исполнялась на таких концертных площадках мира, как Карнеги-Холл, Линкольн-центр, Кеннеди-центр и на Новогоднем концерте Генеральной Ассамблеи ООН. Её исполняли такие знаменитые оркестры, как Королевский филармонический оркестр Metropole Orchestra, Welsh National Opera, National Symphony Orchestra, US Navy Band и различные кавер-версии исполнителей на YouTube, включая Питера Холленса и Алекса Бойе.
«Baba Yetu» достигла беспрецедентного признания, став первой композицией для видеоигры, номинированной и выигравшей премию Грэмми (на 53-й церемонии «Грэмми» в категории «Лучшая инструментальная аранжировка в сопровождении вокалистов»). Кроме того, она получила множество других наград, включая две премии GANG (Game Audio Network Guild) и две награды на 10-й ежегодной Независимой музыкальной премии. Благодаря этому успеху Кристофер Тин был занесен в «Книгу рекордов Гиннеса» как первый композитор, получивший премию Грэмми за саундтрек к видеоигре.

### Calling All Dawns(2009—2014)
В 2009 году Тин выпустил свой классический кроссовер-альбом Calling All Dawns . Альбом представляет собой концептуальную работу, состоящую из цикла песен в трех непрерывных движениях: «День», «Ночь» и «Рассвет», символизирующих соответственно жизнь, смерть и возрождение. Двенадцать композиций альбома исполняются на двенадцати различных языках, включая суахили, польский, французский, персидский и маори. Тексты песен представляют собой эклектичное сочетание отрывков из различных культурных и религиозных источников, таких как Тора, Бхагавад-гита, персидская и японская поэзия, а также произведения современных писателей. Музыкальное исполнение каждой песни отражает соответствующие вокальные традиции, объединяя в себе разнообразные стили: от африканского госпела и пекинской оперы до средневековых песнопений и ирландского причитания.
Альбом получил широкое признание критиков и слушателей, а также ряд престижных наград. В частности, «Calling All Dawns» был удостоен двух премий «Грэмми» на 53-й церемонии вручения наград: в категориях «Лучший классический кроссовер-альбом» и «Лучшая инструментальная аранжировка в сопровождении вокалистов» за композицию «Baba Yetu», ставшую саундтреком к видеоигре Civilization IV.

### The Drop That Contained the Sea(2014—2016)
13 апреля 2014 года в Карнеги-холле состоялась премьера второго альбома Кристофера Тина «The Drop That Contained the Sea». Альбом представляет собой продолжение концептуальной работы композитора, начатой в его дебютном альбоме «Calling All Dawns». Произведение было исполнено объединённым хором, состоящим из певцов из США, Канады и Великобритании, в рамках концерта, организованного компанией Distinguished Concerts International New York. Альбом посвящен теме воды и её цикла в природе. Каждая из десяти композиций исполняется на разных языках, начиная с праиндоевропейского и включая болгарский, турецкий, монгольский, коса, древнегреческий и санскрит. Таким образом, Тин создает музыкальное полотно, отражающее многообразие культур и языков, объединённых общей темой воды.
В студийной записи альбома приняли участие такие известные исполнители и коллективы, как: Соуэто Евангелия, Le Mystère des Voix Bulgares, Kardeş Türküler, Dulce Pontes, Nominjin, Roopa Mahadevan, Anonymous 4, Chora Angel City и норвежский камерный хор Schola Cantorum. После релиза альбом занял первое место в классических чартах Billboard, что стало признанием его высокого художественного уровня и популярности у слушателей.
В поддержку альбома Кристофер Тин предпринял масштабный концертный тур. Европейская премьера тура состоялась в 2016 году в Барбикане в Йорке. В ходе тура композитор выступал с различными оркестрами и хорами, исполняя произведения из альбома «The Drop That Contained the Sea».

### Sogno di Volare(2016)
Кристофер Тин вернулся к франшизе «Civilization», чтобы создать основную тему для Civilization VI, хорового гимна под названием «Sogno di Volare» (Сон полёта), основанном на осовремененном варианте текстов Леонардо да Винчи. Тин объяснил в своём заявлении, что он надеется, что эта композиция передаст «дух исследования; как материального, состоящего в поиске новых земель, так и духовного, , связанного с расширением границ науки и философии». Впервые произведение было исполнено на концерте 19 июня 2016 года в лондонском Cadogan Hall под управлением Тина в качестве дирижёра в исполнении Королевского филармонического оркестра, ансамбля Angel City Chorale, Lucis и Prima Vocal Ensemble.

## Совместные проекты
В 2009 году Кристофер Тин и мультиинструменталист и продюсер Сёдзи Камеда основали в Лос-Анджелесе производственный дуэт Stereo Alchemy. Их дебютный альбом God of Love был выпущен в День святого Валентина, 14 февраля 2012 года. В нём были представлены различные стихотворения эпохи Ренессанса и Романтики (от Томаса Кэри, Кристины Россетти, Джона Донна и других), заново изобретённые в качестве текстов песен для трип-хопа и синта-поп-музыки.
В 2015 году он написал оркестровые аранжировки ремикс-альбома в жанре транс для исполнителя BT Electronic Opus.
В 2016 году Тин сотрудничал с Лан Ланом, Дэнни Эльфманом и Аланом Менкеном.
В 2017 году Тин объявил о сотрудничестве EDM- Meet-Orchestra с австралийским диджеем TyDi под названием Collide. Их первый сингл «Closing In» с певицей Dia Frampton был выпущен 6 октября 2017 года.
Кристофер Тин получил заказ от нескольких музыкальных коллективов: Камерного оркестра Стратуса, Симфонического оркестра Бангора, Оркестра на фестивале Святого Матфея и ISCMS. Кроме того, он занимался созданием звука для оригинальной вычислительной платформы Microsoft Surface.
Он подготовил несколько джазовых мелодий для фильма 2018 года «Безумно богатые азиаты», один из которых основан на китайской мелодии «Хе Ри Цзюнь Зай Лай». Эта договорённость была выбрана режиссёром Джоном Чу и Warner Brothers.
Среди других работ Тина — написание дополнительной музыки для «Sausage Party» (2016), «Suddenly Seventeen» (2016), «Tess» (2016), «Dante’s Inferno» (2010), «Deadspace: Aftermath» (2011), «Hoodwinked Too! Hood Vs. Evil» (2011) и X2: X-Men United (2003).

## Телевидение
В 2017 году Кристофер Тин был одним из судей валлийского телешоу Cor Cymru. Это вокальный конкурс для любительских хоров, который транслировался на канале S4C.

## Награды и номинации

### Премия Грэмми
| Год  | категория                                                      | Работа            | Результат | ссылка |
| ---- | -------------------------------------------------------------- | ----------------- | --------- | ------ |
| 2011 | Лучший классический кроссовер альбом                           | Обзывая всех зори | Победа    | [ 34 ] |
| 2011 | Лучшая инструментальная аранжировка в сопровождении вокалистов | Баба Йету         | Победа    | [ 35 ] |

### Награды индустрии видеоигр
| Год  | награда                             | категория                                     | Работа                        | Результат        | ссылка |
| ---- | ----------------------------------- | --------------------------------------------- | ----------------------------- | ---------------- | ------ |
| 2017 | Игровая Аудиосеть Гильдии           | Лучшая оригинальная вокальная песня — хоровой | Sogno di Volare               | Номинация        | [ 49 ] |
| 2017 | Игровая Аудиосеть Гильдии           | Музыка года                                   | Цивилизация VI                | Номинация        | [ 49 ] |
| 2017 | Премия «Музыка кино Великобритании» | Лучшая видеоигра                              | Цивилизация VI                | Победа           | [ 50 ] |
| 2017 | НАВГТР Премия                       | Лучшая песня, оригинальная или адаптированная | Sogno di Volare               | Номинация        | [ 51 ] |
| 2016 | Книга рекордов Гиннеса              | Первая тема видеоигры, чтобы выиграть Грэмми  | Баба Йету                     | Победа           | [ 4 ]  |
| 2015 | Премия ВГМО                         | Альбом года                                   | Капля, которая содержала море | Победа           | [ 52 ] |
| 2007 | Игровая Аудиосеть Гильдии           | Лучшая аранжировка неоригинальной партитуры   | Пираты Карибского моря Онлайн | Номинация        | [ 53 ] |
| 2006 | Игровая Аудиосеть Гильдии           | Лучшая оригинальная вокальная песня — хоровой | Баба Йету                     | Победа           | [ 31 ] |
| 2006 | Игровая Аудиосеть Гильдии           | Новичок года                                  | Кристофер Тин                 | Победа           | [ 31 ] |
| 2006 | GameSpy                             | Лучшая музыка                                 | Цивилизация IV                | Похвальный отзыв | [ 54 ] |

### Написание песен
| Год  | награда                        | категория                                            | Работа                        | Результат | ссылка |
| ---- | ------------------------------ | ---------------------------------------------------- | ----------------------------- | --------- | ------ |
| 2015 | Конкурс песен Джона Леннона    | Мир                                                  | Иза Нгомсо                    | Победа    | [ 55 ] |
| 2015 | Конкурс песен Джона Леннона    | Премия Леннона — Мир                                 | Иза Нгомсо                    | Победа    | [ 56 ] |
| 2015 | Международный конкурс песен    | Категория мировой музыки                             | Иза Нгомсо                    | 1-е место | [ 57 ] |
| 2015 | Независимая музыкальная премия | Vox Pop Современный Классический Альбом              | Иза Нгомсо                    | Победа    | [ 58 ] |
| 2015 | Независимая музыкальная премия | Лучший современный классический альбом               | Капля, которая содержала море | Номинация | [ 59 ] |
| 2015 | Независимая музыкальная премия | Лучшая мировая бит-песня                             | Валойо Ямони                  | Номинация | [ 59 ] |
| 2014 | Конкурс авторов песен США      | Лучшая песня мировой музыки                          | Иза Нгомсо                    | Победа    | [ 54 ] |
| 2011 | Независимая музыкальная премия | Лучшая мировая бит-песня                             | Баба Йету                     | Победа    |        |
| 2011 | Независимая музыкальная премия | Лучшая песня, используемая в кино / ТВ / мультимедиа | Баба Йету                     | Победа    |        |
| 2011 | Независимая музыкальная премия | Лучший современный классический альбом               | Обзывая всех зори             | Номинация |        |
| 2010 | Международный конкурс песен    | Лучшая песня мировой музыки                          | Баба Йету                     | 1-е место |        |
| 2010 | Конкурс песен Джона Леннона    | Лучшая песня мировой музыки                          | Баба Йету                     | финалист  | [ 60 ] |
| 2010 | Конкурс авторов песен США      | Лучшая песня мировой музыки                          | Баба Йету                     | Номинация | [ 61 ] |

## Концертные работы
Концертные произведения Тина преимущественно хоровые и оркестровые, и часто на них представлены неортодоксальные языки:

### Циклы песни
- (2009) Calling All Dawns
- (2014) The Drop That Contained the Sea
- (2020) To Shiver the Sky

### Хоровые произведения с оркестром
- (2005) Баба Йету
- (2009) Kia Hora Te Marino
- (2009) Mado Kara Mieru
- (2013) Temen Oblak
- (2013) Iza Ngomso
- (2016) Sogno di Volare
- (2017) Silver Wing
- (2017) Adain Can

### Вокальное соло с оркестром
- (2013) Passou o Verao

### Оркестр с солистом (ами)
- (2014) Shinobu vs. Ghost Warrior

### Камера
- (1999) Lacrymosa (струнный квартет)

### Фортепианное соло
- (2009) Nocturne No. 2

### Саундтреки для игр
- (2005) Sid Meier’s Civilization IV
- (2012) Karateka
- (2016) Offworld Trading Company
- (2016) Sid Meier’s Civilization VI
- (2018) Rise of Kingdoms
- (2025) Sid Meier's Civilization VII